# Onychognathus tristramii
El estornino de Tristram (Onychognathus tristramii) es una especie de ave paseriforme de la familia Sturnidae que puebla los parajes rocosos de Israel, Jordania y parte de Arabia Saudita. La especie recibe su nombre por el Reverendo Henry Baker Tristram.

## Galería

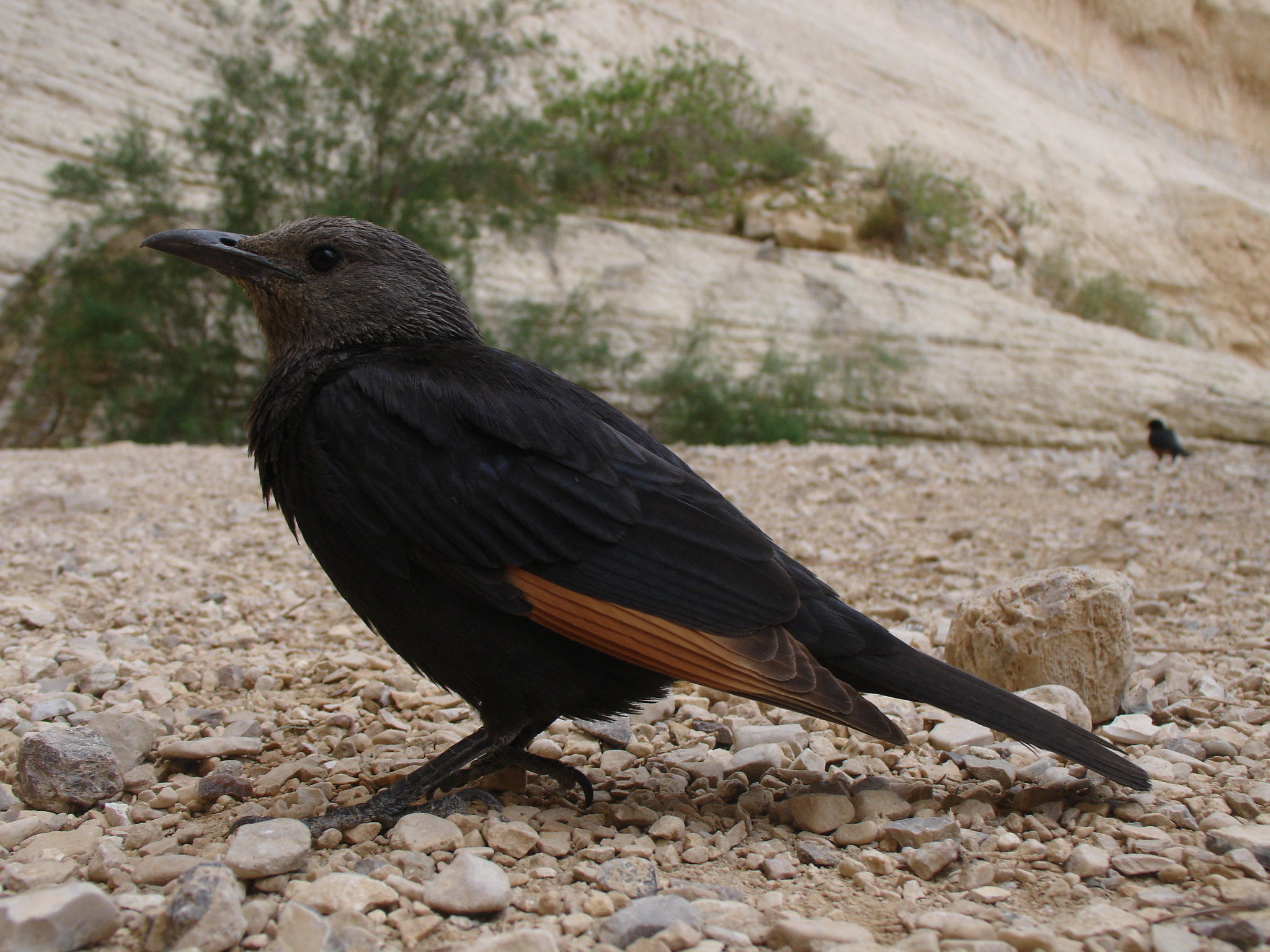
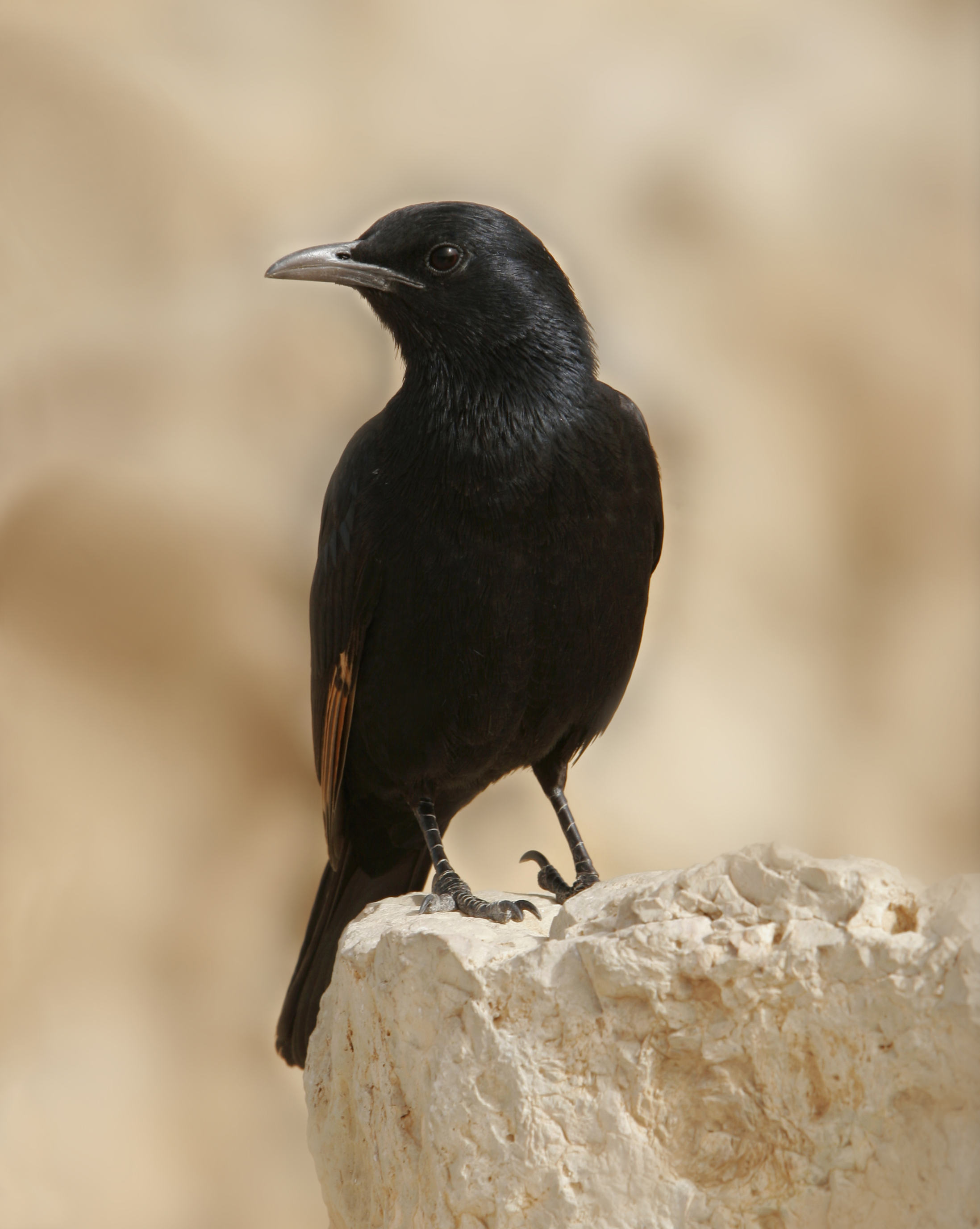
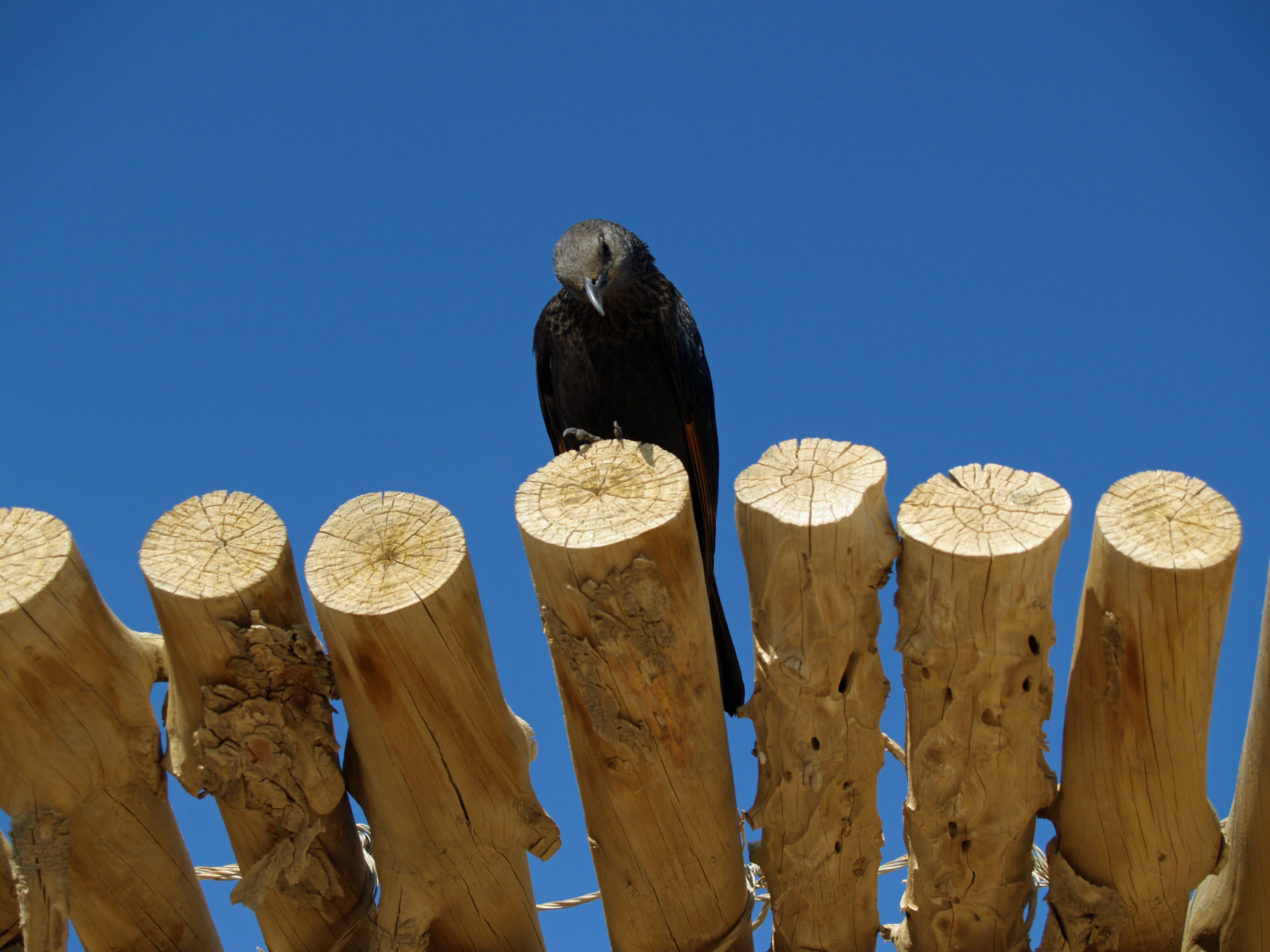

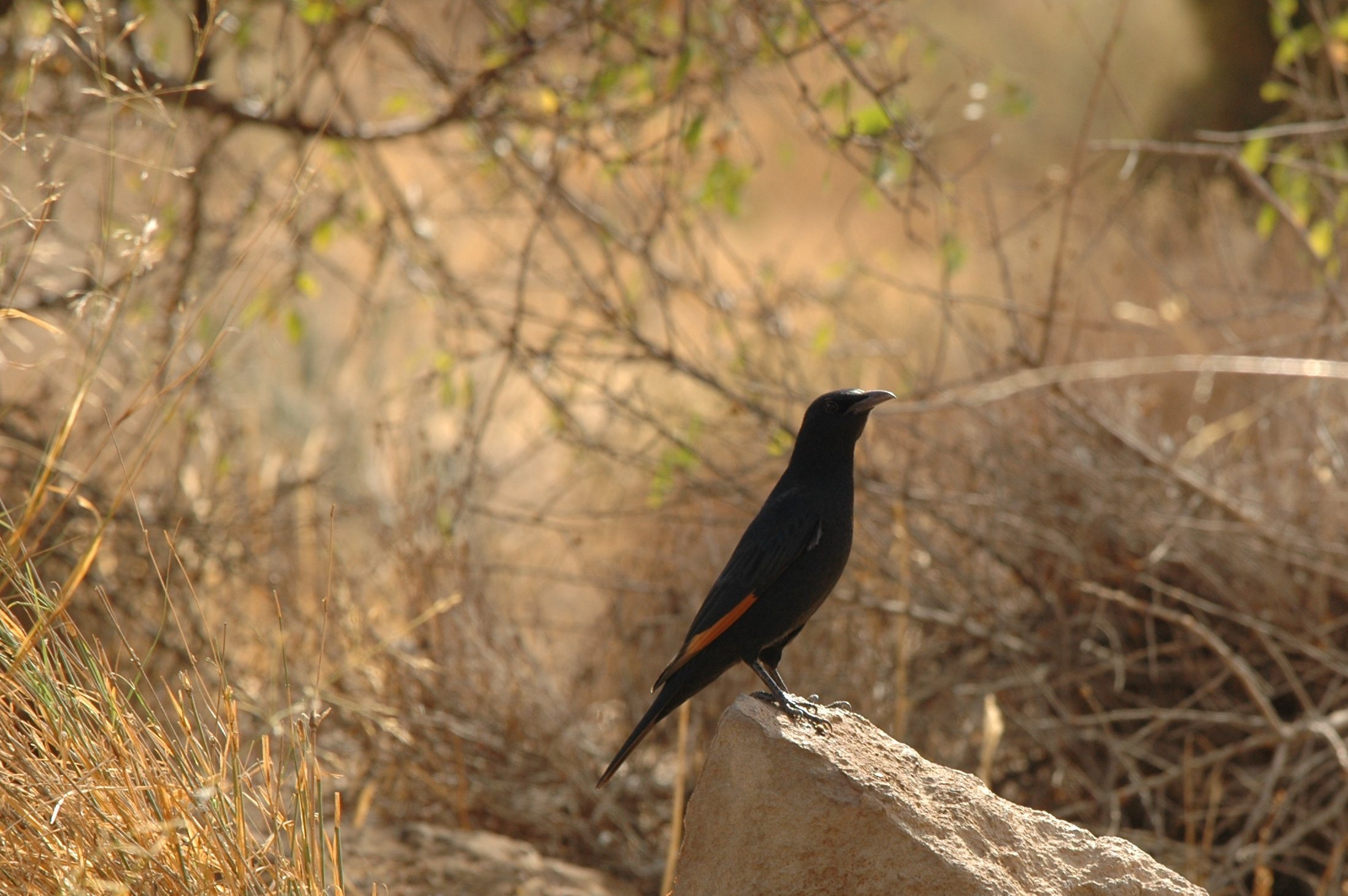
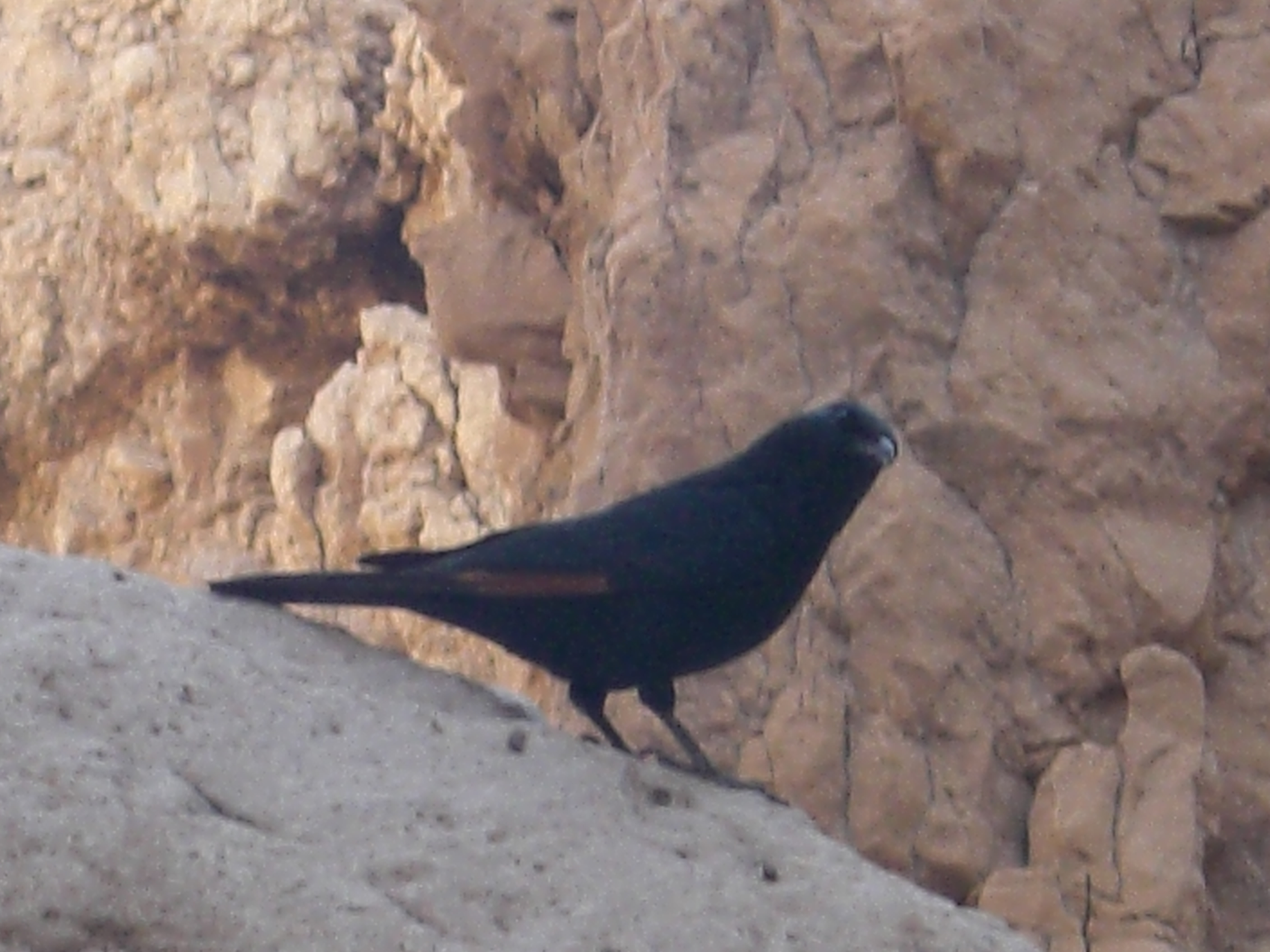
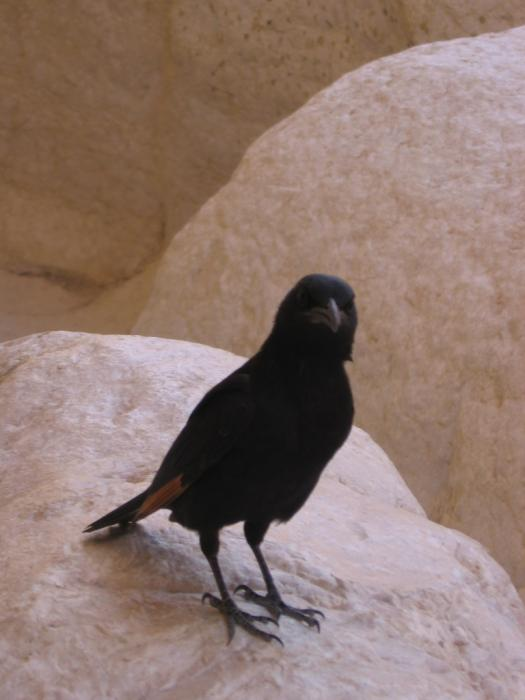